# Arizona Chemical
Arizona Chemical var världens största producent av naturligt framställda specialhartser och råtallolje-baserade kemikalier för lim, färger och lacker, smörjmedel, bränsle, gruvdrift och de oljekemiska marknaderna.
Dess produkter - inklusive fettsyror, hartser, beck och terpener - användes för att göra dofter, till produkter för personlig hygien, plast, hushållskemikalier, tvål, bläck, färg, gummiprodukter, hydraulvätska, takläggningsmaterial, fjärrvärme, vägbeläggningar och mycket mer. 
Företaget grundades 1930 för att bryta gruvsalt i Camp Verde, Arizona. Sedan gruvan stängts 1936, började Arizona Chemical bearbeta råtallolja och terpentin och byggde fabriker i Panama City, Florida och i Springhill, Louisiana (USA). Arizona Chemical hade industrier för förädling och tillverkning (inkl. försäljningskontor) över hela världen, bland annat i USA, Sverige, Frankrike, Finland och Kina. 
Verksamheten sysselsatte mer än 1400 människor i hela världen och det globala huvudkontoret låg i Jacksonville, Florida.
År 2007 sålde dåvarande ägarna International Paper hela Arizona Chemical-koncernen till Rhône Capital. År 2015 köptes Arizona Chemical av Kraton Corporation.

## Verksamhet i Sverige
I Sandarne utanför Söderhamn, i Sverige ligger världens största destillationsverk för råtallolja. Fabriken har en destillationskapacitet om c:a 170 000 ton råtallolja/år. Vidare finns här även en förädlingsenhet för tallharts.
Ursprungligen var Sandarneföretaget ägt av Bergvik och Ala AB och SCA och hette då Bergvik Kemi AB. Bergvik och Ala AB blev 1975 uppköpt av STORA. 1988 såldes Bergvik Kemi AB till Arizona Chemical (vilket då ägdes av International Paper).
Arizona Chemical AB, numera Kraton Chemical AB, är en av de större arbetsplatserna i Söderhamn med cirka 100 anställda.

### Fotnoter
1. ↑  ”Tree of Life – Creating a sustainable future with pine chemicals” (på engelska) (PDF; 619 kB). arizonachemical.com. Arkiverad från originalet den 4 mars 2016. https://web.archive.org/web/20160304001533/http://www.arizonachemical.com/Global/Graphs/Company_Materials_Tree_of_Life.pdf. Läst 17 maj 2019.
2. ↑  [https://web.archive.org/web/20180516112046/http://www.esf.edu/outreach/pd/2000/cellulose/thompson.pdf ”Converting
papermaking and citrus byproducts to performance chemicals and materials”] (på engelska). Arkiverad från originalet den 16 maj 2018. https://web.archive.org/web/20180516112046/http://www.esf.edu/outreach/pd/2000/cellulose/thompson.pdf. Läst 17 maj 2019.